# Terrmel Sledge
Terrmel Sledge (né le 18 mars 1977 à Fayetteville, Caroline du Nord, États-Unis) est un voltigeur de baseball qui joue en Ligues majeures de 2004 à 2007 et en NPB au Japon de 2008 à 2012. Il est le dernier joueur de l'histoire des Expos de Montréal à avoir frappé un coup sûr, et le premier joueur de l'histoire des Nationals de Washington à réussir un coup de circuit.

## Carrière
Terrmel Sledge est drafté deux fois : d'abord par les Reds de Cincinnati (45e ronde en 1998) puis par les Mariners de Seattle (8e ronde en 1999). Le 28 septembre 2000, il est échangé aux Expos de Montréal pour compléter une transaction conclue quelques semaines plus tôt et qui avait envoyé à Seattle le receveur Chris Widger.
En janvier 2003, Sledge est suspendu pour deux ans de toute compétition internationale après avoir échoué, lors des qualifications en baseball pour les Jeux olympiques d'été de 2004, un test antidopage qui révèle la présence dans son urine de dérivés de stéroïde.
Sledge joue son premier match dans les majeures pour les Expos le 6 avril 2004. En 133 parties à sa saison recrue, il maintient une moyenne au bâton de ,269 avec 15 coups de circuit et 62 points produits. Il est le dernier joueur à s'être présenté au bâton dans un match du baseball majeur au Stade olympique de Montréal. Le 29 septembre 2004, il retrousse une chandelle au troisième but pour le dernier match local des Expos, une défaite face aux Marlins de la Floride. Quatre jours plus tard, il réussit le dernier coup sûr de l'histoire des Expos en 8e manche du match du 3 octobre 2004 au Stade Shea de New York contre les Mets.
Après le transfert de la franchise vers Washington, Sledge s'aligne en 2005 pour les Nationals. Il frappe le premier coup de circuit de l'histoire des Nationals lors du premier match disputé par ceux-ci, le 4 avril 2005 à Philadelphie.
Il ne joue que 20 parties pour Washington en 2005 et après la saison, les Nationals échangent Sledge, Brad Wilkerson et Armando Galarraga aux Rangers du Texas pour Alfonso Soriano. Les Rangers le cèdent moins d'un mois plus tard aux Padres de San Diego, avec qui Sledge s'aligne deux saisons.
En 291 matchs joués dans la Ligue majeure de baseball, Terrmel Sledge a frappé 174 coups sûrs et 25 circuits, et totalisé 100 points produits et 82 points marqués. Sa moyenne au bâton s'élève à ,247.
Il prend par la suite le chemin du Japon, où il s'aligne en NPB, portant les couleurs des Hokkaido Nippon Ham Fighters en 2008 et 2009. En 2010, il s'engage avec les Yokohama BayStars.